# マウゼル
マウゼル（[ˈmaʊzəl]; 英: Mousehole、コーンウォール語: Porthenys）は、イングランド・コーンウォールにある村・漁港の名前である。ペンザンスから南に2.5マイル (4 km)の海岸・マウント湾に位置し、ペンザンスの行政教区のひとつでもある。また港の入り口から350メートル (380 yd)沖合には、「セント・クレメント小島」（英: St Clement's Isle）と呼ばれる島嶼が存在する。
マウゼルは自然保護公園の一種であるコーンウォール特別自然美観地域(AONB) の中に存在する。コーンウォール一帯のおよそ3分の1がAONBに指定されており、国立公園と同様の地位・保護レベルにある。

## 歴史
マウゼルの旧称は「ポース・エニーズ」（英: Porth-Enys）という。この村はマラザイアンと共に、16世紀までマウント湾の主要港のひとつだった。主要な貿易中心地として衰退するまでは、マウゼルにも数多くの定期市や市場が存在し、毎週火曜に市場を開く許可状が出されていたほか、1292年にヘンリー・ド・タイズ（英: Henry de Tyes）から許可された、聖バーナバスの祭り毎に3日間開催される定期市などで賑わっていた。マウゼルはマウント湾にある多くのコミュニティ同様、アルヴァートン荘園の管理下にあって、初期の定期市や営業特権などはすべてこの荘園の所有物であった。
マウゼルはペンザンス・ニューリン・ポールなどと同様、1595年のコーンウォールの戦いで破壊された。この戦いではスペインのカルロス・デ・アメスキータがマウント湾に侵攻し、地元のパブである「キーグウィン・アームズ」 'Keigwin Arms' だけが戦火に耐えて残った。現在この建物は私有物件となっているが、外壁には「大地主ジェンキン・キーグウィンは、この家をスペイン人から守って1595年7月23日にここで殺された」と書かれたプラークが掲げられている。
地元のコミュニティラジオ局はコーストFM（旧称：ペンウィズ・ラジオ）で、FM96.5MHz・97.2MHzで放送している。

### 20世紀

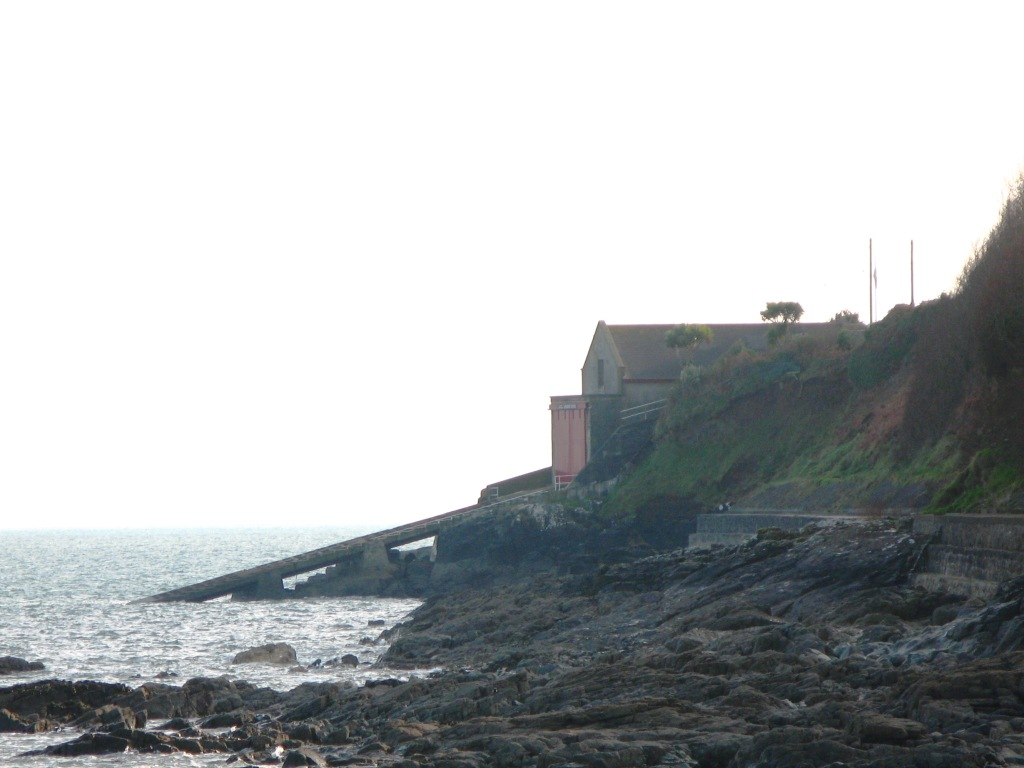
ペンリー・ライフボート・ステーション

マウント湾では長年救難艇が利用可能だったが、1913年に新しい救難艇波止場として、町外れのペンリー・ポイントにペンリー・ライフボート・ステーションが完成した。1981年12月19日には、ハリケーンによる時化中救難に向かったクルー8名が命を落とすという、ペンリー救難艇災害も発生している。救難艇は1983年にニューリンへ移動したが、その後も「ペンリー・ライフボート」の名で知られている。
マウゼルは別荘地としての需要も増えている。村の海岸沿いにある歴史あるホテル「ロブスター・ポット」（英: The Lobster Pot）は、1930年代に詩人ディラン・トマスの友人だったウィン・ヘンダーソンが経営していたゲストハウスだが、現在では近代的な高級アパートメントに作り替えられている。トマスはケイトリン・マクナマラとペンザンスで結婚した後、1938年にこのホテルを訪れハネムーンを過ごした。
マウゼルでは活気に満ちた祭りや地域活動が行われている。クリスマスにはイルミネーションを行うことで有名である。1981年以来、毎年12月19日には救難事故で亡くなった犠牲者を偲んで灯が消される。トム・バウコックの夜は毎年12月23日に行われるユニークな祭りで、地元住民のトム・バウコックが、16世紀に起こった飢餓を終わらせたことに由来する。この祭りはアントニア・バーバーが書いた本『マウゼルの猫』や、このテレビ映像化作品にインスピレーションを与えた。バーバーの本は、バウコックと彼のネコが飢饉を救ったという筋書きで、この話から地区にはネコも多い。祭りは、魚の頭がペイストリーの上に突き出した形の、魚・卵・ポテトを用いた地元のパイ、「スターゲイジー・パイ」の由来にもなっている。マウゼルでは2年に1度、'Sea, Salt and Sail'（意味：海、塩、帆）と呼ばれる小規模な海祭りも行われる。
1995年の長編映画『ブルー・ジュース』は、一部がこの村で撮影された。

### 地元行政
マウゼルは元々ポールのアンシエント・パリッシュ (ancient parish) の一部で、1866年にこの教区から独立した。1894年にはポールのアーバン・ディストリクトの一部になった。このディストリクトは1934年に廃止され、マウゼルはペンザンスの自治区 (Municipal borough) に吸収された。ペンザンス自治区は1972年地方自治法を元に1974年に廃止され、マウゼルは新しいペンウィズ・ディストリクトに組み込まれたほか、以前のバラは1980年まで教区でカバーされないアンパリッシュド・エリアとなった。アンパリッシュド・エリアには、1980年に行政教区が設置され、ペンザンスの教区議会は「タウン・カウンシル」と自称するようになった。ペンウィズ・ディストリクトは2009年に廃止され、マウゼルは単一自治体のコーンウォール・カウンシル自治下にある。

## 著名な住人
ペンウィズはコーンウォールの中で、コーンウォール語がコミュニティの言語として使われている最後の地区だと考えられている。ドリー・ペントレスは記録に残る限り最後の話者で（但し本当に最後の話者だったかは疑わしいとされる）、村にはマウゼルの出身とされる彼女の記念碑が存在する。実際の所、彼女はマウゼルを包括する教区であるポールの出身だったとされている。

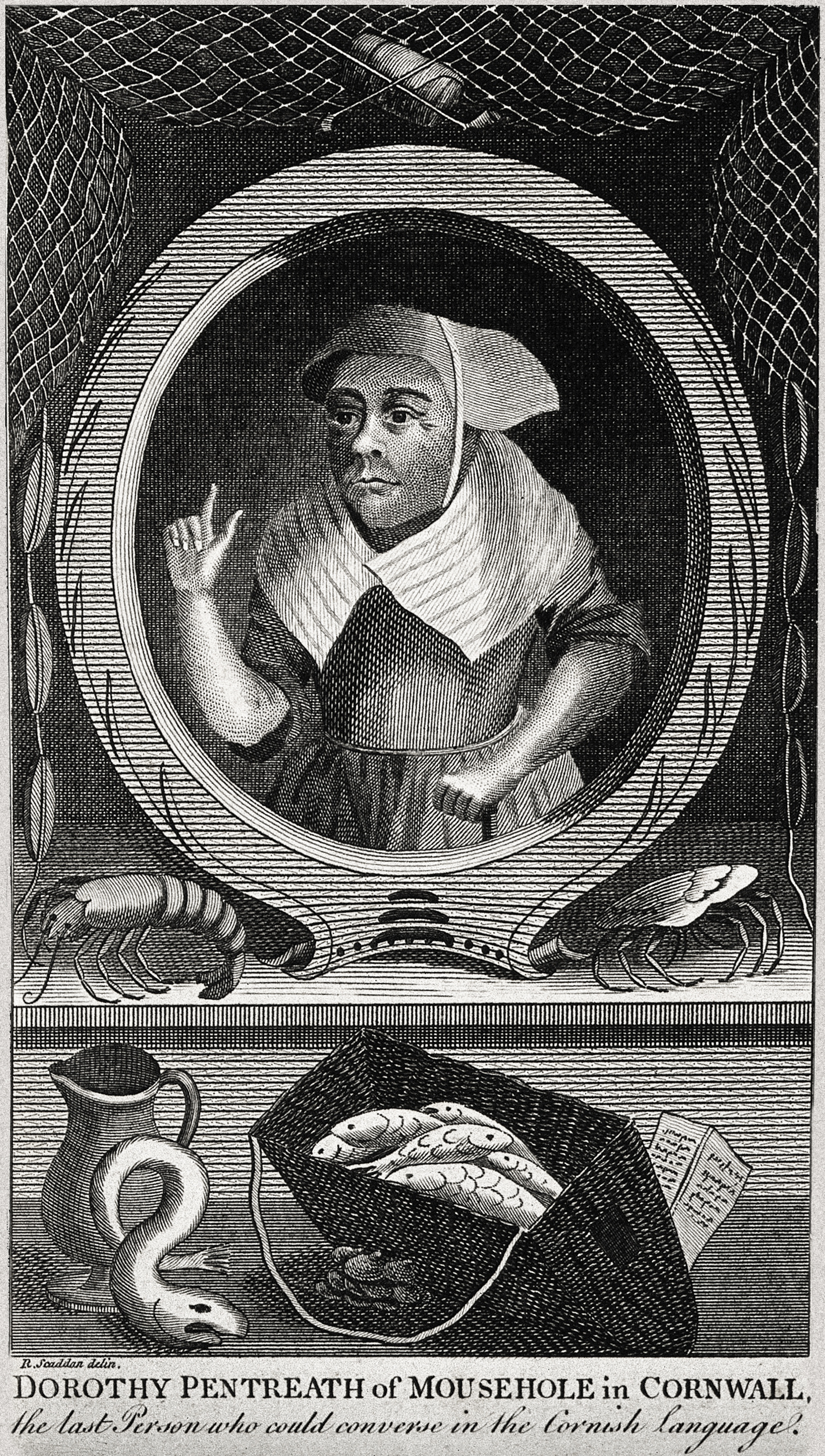
ドリー・ペントレス

ドリーが1777年に亡くなってから1年後、デインズ・バリントンは、コーンウォール語の文章に英訳文が付けられた手紙を受け取った。差出人でマウゼルの漁師だったウィリアム・ボディナー（英: William Bodinar）は、コーンウォール語を喋れる村人を5人知っていると書いていた。バリントンはまた、マラザイアン出身のジョン・ナンカロウ（英: John Nancarrow）もネイティヴ・スピーカーで、1790年代まで生存していたと聞き取っている。
コーンウォール語学者のジョン・キーグウィン（1641年 - 1716年）、メソジストのウィリアム・カーヴォッソ (William Carvosso) （1750年 - 1834年）、海軍兵士のジョゼフ・トリワヴァスもマウゼル出身である。
海軍元帥を務めたキャスパー・ジョン（1903年 - 1984年）は、退官後をマウゼルで過ごした。芸術家のジャック・ペンダー（1918年 - 1998年）はマウゼルで生まれ、キャリアのほとんどをこの村で過ごした。作家・イラストレーターのミシェル・カートリッジはマウゼル在住である。

## 文学
多くの近代的・都市おとぎ話を書いた作家のチャールズ・デ・リントは、自身の小説『リトル・カントリー』"The Little Country" の舞台をこの村にしている。
アントニア・バーバーが書き、ニコラ・ベイリーが挿絵を付けた子ども向けの本『マウゼルの猫』は、トム・バウコックや彼を祝う祭り・トム・バウコックの夜を扱った作品である。